# Io, due figlie, tre valigie
Io, due figlie, tre valigie (Oscar) è un film del 1967 diretto da Édouard Molinaro. Si tratta di uno dei maggiori successi di Louis de Funès.
Nel 1991 fu realizzato un remake con il titolo Oscar - Un fidanzato per due figlie, diretto da John Landis e interpretato da Sylvester Stallone e Ornella Muti.

## Trama
Christian Martin, un modesto ragioniere in una grande azienda di proprietà di Bertrand Barnier, sorprende il suo capo, presentandosi di mattina presto presso la sua casa e chiedendo di lui per un aumento del 100% del suo salario. Martin spiega che è sul punto di proporsi a una ragazza e non vuole chiederla in sposa, avendo lo stipendio di un umile contabile.
Dopo il rifiuto di Barnier, Martin gli confessa di aver rubato più di sessanta milioni di franchi con la falsificazione di documenti contabili. Quando Barnier minaccia di riferire il tutto alla polizia, Martin fa notare che, come conseguenza della frode Barnier ha ora presentato false dichiarazioni del reddito all'ufficio delle imposte; questo è un reato molto grave. Barnier non ha altra scelta che cedere ed  accetta il ricatto di Martin e lo nomina vicepresidente della ditta.
A questo punto Martin rivela che la giovane donna che ha intenzione di sposare è la figlia di Barnier. Al fine di recuperare i suoi sessanta milioni di franchi, Barnier chiede a Martin di restituire il denaro rubato, così che lo possa  dare alla figlia come regalo di nozze. Barnier viene a sapere che Martin ha convertito la somma di denaro in gioielli e che questi sono in una banca. Martin si rifiuta di consegnare i gioielli senza un documento firmato da Barnier, dove si conferma che Barnier darà tutti i gioielli alla figlia come regalo di nozze. Barnier accetta e Martin lascia la casa per la banca.
Dopo che Martin se ne è andato, Barnier riesce a parlare con sua figlia Colette. Senza menzionare Martin, le dice che lui è contrario al suo matrimonio e questo induce Colette a piangere. Su consiglio della cameriera Bernadette, Colette mente al padre e gli dice che lei è incinta. Sentendo questo, Barnier decide di approvare il matrimonio e di dare i sessanta milioni di franchi in gioielli a Colette come regalo di nozze.
Dopo il discorso di Barnier con Colette, in casa Barnier arriva una certa Jacqueline Bouillotte che chiede di vedere il padrone e gli racconta che lei è innamorata di Christian Martin e che gli ha mentito dicendogli che era figlia di Barnier. Barnier si rende conto che questo significa che Martin non è innamorato di sua figlia Colette. È anche chiaro che non sarà in grado di riavere i suoi sessanta milioni di franchi, fino a che sua figlia non si sposerà.
In un confronto con Colette, Barnier scopre che lei è innamorata di Oscar l'autista. In quel preciso momento Martin torna dalla banca e consegna a Barnier i gioielli, contenuti in una valigia nera.  Solo a quel punto Martin scopre che Jacqueline si trova nella casa e che gli ha mentito riguardo all'essere la figlia di Barnier; questo fatto li porta a discutere animatamente ed alla fine a rompere il fidanzamento.
Nel frattempo Barnier scopre che Oscar aveva lasciato il paese a causa di una delusione d'amore e di essersi aggregato ad una spedizione polare di sei anni. Barnier dice a Martin che gli darà di nuovo la valigia con i gioielli se sposerà Colette. Martin esita e Barnier cerca un nuovo pretendente: Philippe Dubois, il suo massaggiatore personale.
Contemporaneamente Bernadette, la cameriera di Colette, dà le dimissioni immediate e prepara frettolosamente la sua valigia; vuole lasciare il lavoro perché sta per sposare il barone Honoré de la Butinière, l'ex fidanzato di Colette. Prima di lasciare la casa, Bernadette posa la sua valigia piena di vestiti e prende accidentalmente la valigia contenente i sessanta milioni di franchi in gioielli.
Barnier cerca di convincere il suo massaggiatore a sposare la figlia Colette, promettendo di dargli la valigia piena di gioielli come regalo di nozze. Invece Barnier ha quasi un infarto quando apre la valigia e trova i vestiti al posto dei gioielli.
A questo punto torna Martin dalla banca e dice a Barnier che, mentre stavano discutendo per dare i gioielli a Colette come regalo di nozze, lui aveva nascosto  tra i documenti da firmare un foglio in bianco. Quando Barnier aveva firmato l'accordo, aveva anche firmato un documento in cui Martin aveva  potere di firma. Questo ha permesso a Martin di spostare  altri sessanta milioni di franchi dal conto corrente di Barnier. Martin offre questa seconda somma rubata in cambio dei gioielli.
Barnier dà a Martin la valigia con i gioielli, pensando che sia la valigia piena di vestiti. Ma all'insaputa di tutti il nuovo autista personale di Bernadette era tornato con la valigia di gioielli e l'aveva scambiata con la valigia di vestiti. Barnier, pensando di aver dato a Martin i vestiti, si inventa l'indirizzo di Jacqueline, il vero amore di Martin, e lo manda per la sua strada.
Dopo un'altra serie di errori comici, Barnier si ritrova di nuovo con la valigia di Bernadette piena di vestiti. Dopo una divertente conversazione telefonica con il Barone, il nuovo marito di Bernadette, Barnier recupera la valigia piena di gioielli, poiché Martin gliela riporta, dopo aver scoperto che l'indirizzo che Barnier gli aveva dato per Jacqueline era sbagliato. Barnier, contento di aver finalmente recuperato la valigia piena di gioielli, confessa di essersi inventato l'indirizzo per sbarazzarsi di Martin e gli dice che Jacqueline si trova nel suo ufficio.
In quel momento alla porta si presenta una certa signora Charlotte: è stata inviata da un'agenzia per sostituire Bernadette come cameriera personale di Colette. Charlotte dice a Barnier che quando era più giovane ha lavorato per la famiglia Barnier e che ha una figlia che ora è fidanzata con un certo Christian Martin. Barnier si rende conto che la giovane donna in discussione è Jacqueline; a quel punto Charlotte rivela che Jacqueline è in realtà figlia di Barnier. Barnier ha bisogno di diversi minuti per riprendersi dallo shock, mentre torna anche Oscar, il fidanzato di Colette e tutto sembra finire bene. Mentre tutti si congratulano a vicenda, Bernadette si accorge che c'è stato un errore e ritorna per scambiare le valigie. Non volendo disturbare nessuno, scambia nuovamente le valigie senza farsi vedere da nessuno. Successivamente Barnier chiede a Martin di aprire la valigia ormai famosa, pensando che contenga i gioielli per darli alle sue due figlie come regalo di nozze, ma gli viene un colpo apoplettico nel vedere che è piena di vestiti. Allora tutti partono, chi in auto, chi in moto e chi in bicicletta per trovare Bernadette e recuperare la valigia di gioielli, una volta per tutte.

## Critica
Basato sulla commedia teatrale intitolata Oscar, molto popolare e che è andata in scena con oltre 600 spettacoli a Parigi (interpretata a più riprese da Louis de Funès, nel 1959, 1961, 1971 e 1972), il film è un buon esempio del tipo di farsa comica che ha sempre deliziato il pubblico francese. Anche se la trama in certi punti è complicata, il film è ben scritto e offre alcuni momenti brillanti.
La vicenda ruota intorno a una valigia contenente gioielli preziosi che per una serie di equivoci passa da una persona all'altra. Il ritmo sostenuto da vari colpi di scena rimane alto, i dialoghi sono veloci e de Funès trova in Claude Rich (già suo partner in La legge del più furbo) e Claude Gensac (spesso sua moglie in altri film) due formidabili spalle. La pellicola è un notevole esempio di quello che i francesi definiscono "teatro filmato".
Il punto di forza della pellicola è l'interpretazione di de Funès, che qui dimostra oltre ogni dubbio perché sia valutato come uno dei più grandi geni comici francesi. Il comico dalla frenetica faccia è nel suo elemento in una parte che, guarda caso, sembra stata scritta esclusivamente per lui. Il film è diretto da Édouard Molinaro, forse più noto per il suo successivo adattamento cinematografico di un'altra commedia francese di successo, La cage aux folles – in Italia intitolata Il vizietto (1978), con Ugo Tognazzi e Michel Serrault.
Gli esterni della casa mostrata nel film sono stati girati in location alla Villa Stein a Vaucresson nei pressi di Parigi, anche se gli interni sono puramente decorativi e non collegati a quest'opera architettonica di Le Corbusier.
Il remake americano è stato realizzato nel 1991: Oscar, diretto da John Landis, con Sylvester Stallone nel ruolo di Louis de Funès. La pellicola è stata un flop nelle sale.